# Hieronymus Ambrosius Langenmantel

Hieronymus Ambrosius Langenmantel, Kupferstich ca. 1715

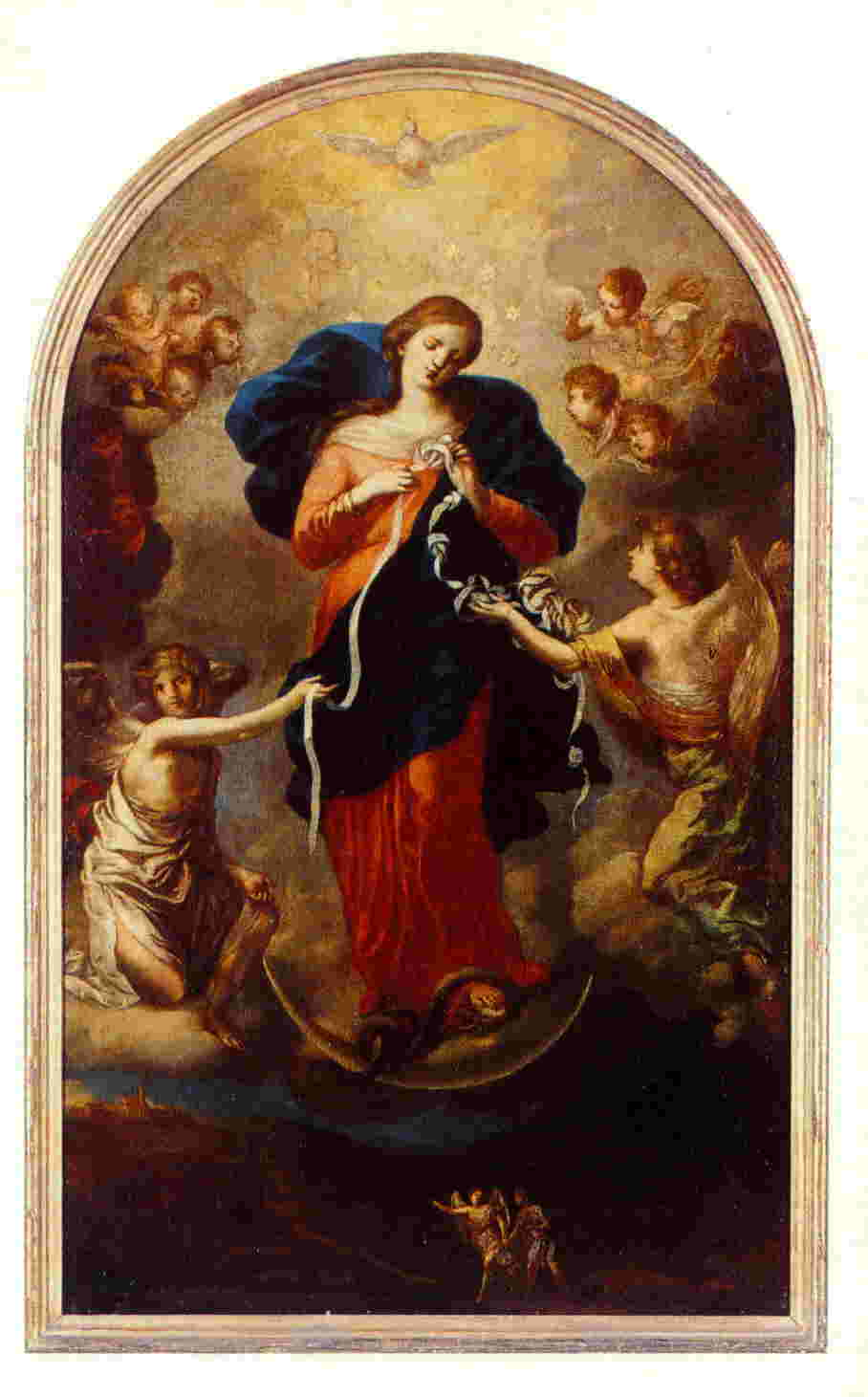
Das von Langenmantel gestiftete Gnadenbild Maria Knotenlöserin zu St. Peter am Perlach (Augsburg)

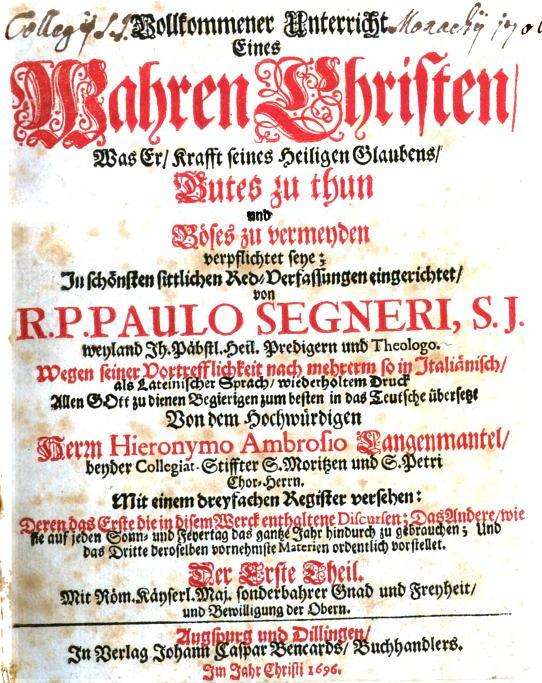
Titelblatt eines von Langenmantel übersetzten Buches des Jesuiten Paolo Segneri, 1696

Hieronymus Ambrosius Langenmantel (* 24. November 1641 in Augsburg; † 5. November 1718, ebenda) war ein deutscher katholischer Priester und Gelehrter aus der Augsburger Patrizierfamilie Langenmantel vom RR, der sich neben Theologie und Naturwissenschaften auch mit der Geschichte und mit diversen Fremdsprachen befasste.

## Leben und Wirken
Hieronymus Ambrosius Langenmantel entstammte der alten Augsburger Patrizierfamilie gleichen Namens und war der Sohn des Augsburger Bürgermeisters Oktavian Langenmantel (1614–1689) sowie dessen Frau Anna Maria Catharina Imhoff (* 1615). Er studierte an der Universität Ingolstadt, wurde zunächst Weltpriester, später Kanoniker an den Kollegiatstiften St. Peter am Perlach sowie St. Moritz zu Augsburg. Mehrere seiner Brüder bekleideten ebenfalls das Amt des Augsburger Bürgermeisters bzw. Stadtpflegers.
Als Kanonikus an St. Peter zu Augsburg stiftete er dort im Jahre 1700 das Gnadenbild Maria Knotenlöserin, das heute von Papst Franziskus besonders verehrt wird und durch ihn auch in Südamerika Berühmtheit erlangte. Es soll zusammenhängen mit einem familiären Ereignis von Hieronymus Ambrosius Langenmantel. Sein Großvater Wolfgang Langenmantel (1586–1637) stand kurz vor der Trennung von seiner Frau Sophia Rentz (1590–1649) und besuchte deshalb den Jesuitenpater Jakob Rem in Ingolstadt. Pater Rem betete vor einem Bildnis Mariens und sprach: „In diesem religiösen Akt erhebe ich das Band der Ehe, löse alle Knoten und glätte es.“ Danach sei wieder Friede zwischen den Eheleuten eingekehrt, die Trennung habe nicht stattgefunden und Langenmantel habe später zur Erinnerung daran das Bild der „Knotenlöserin“ in Auftrag gegeben.
Am 5. April 1681 wurde er als Mitglied in die Deutsche Akademie der Naturforscher Leopoldina aufgenommen. Er war Respondent an der Universität Tübingen und verfasste Schriften zu Optik, Giften und Anatomie: Microscopii Tontoniani fabrica (1688), De verme narcotica virtute praedito (1688), Circa Salamandrum (1688) und De ossibus Elephantum (1689). Er war auch Mitglied der Fruchtbringenden Gesellschaft, mit dem Namen „der Wenigste“.
Langenmantel stand mit vielen berühmten Zeitgenossen in Kontakt, etwa mit dem Jesuiten Athanasius Kircher (1602–1680), den er in Rom kennengelernt hatte und mit dem er eng befreundet war, dem Astronomen und Kalendermacher Gottfried Kirch (1639–1710), dem Zwickauer Gymnasialrektor und Historiker Christian Daum (1612–1687) sowie mit dem Universalgelehrten Gottfried Wilhelm Leibniz (1646–1716).
Diverse theologische Werke wurden von Hieronymus Ambrosius Langenmantel aus anderen Sprachen ins Deutsche übersetzt und publiziert, u. a. solche von Paolo Segneri (1624–1694), und von Louis Maimbourg (1610–1686), außerdem der Roman „Die gekrönte Unschuld“ oder „Leben der frommen Hirlandin“ von Pater René de Ceriziers S.J. (1603–1662). Überdies verfasste er eine Reihe von lateinischen Lebensbeschreibungen der Augsburger Bürgermeister.